# 工藤稜
工藤 稜（くどう りょう）は、日本のイラストレーター。北海道出身。筑波大学修士課程芸術研究科修了。1990年から1997年までセガ勤務を経てフリーに。
神戸芸術工科大学教授。東北生活文化大学客員教授。

## 主な作品

### イラスト
- 『宇宙英雄ペリー・ローダン』シリーズ（368巻以降、ハヤカワ文庫） - 表紙絵
- みなもと太郎『ワイド版風雲児たち』（リイド社） - 表紙絵
- 松本零士『ガンフロンティア』（秋田文庫） - 表紙絵
- 松本零士『潜水艦スーパー99』（秋田文庫） - 表紙絵
- 松本零士『惑星ロボ ダンガードA』（秋田文庫） - 表紙絵
- 松本零士『ワダチ』（小学館文庫） - 表紙絵
- 松本零士『蜃気楼綺談』（小学館文庫） - 表紙絵
- 島本和彦『スカルマン』（MF文庫） - 口絵
- 久住 隈苅『相克 真田戦記』（学習研究社）
- 村上元三『岩崎弥太郎』（学陽書房）
- 有坂純『新書英雄伝』（学研教育出版 ）
- DVD『惑星ロボ ダンガードA』ボックスジャケット
- DVD『銀河鉄道物語 ～忘れられた時の惑星～』ボックスジャケット

- 『サーヴィランス 監視者』（ソニー・コンピュータエンタテインメント） - カット

- NHK『名将の采配』ムービーイラスト
- NHK『英雄たちの選択』ムービーイラスト
- 映画『HK 変態仮面 アブノーマル・クライシス』OPムービーイラスト
- 映画『銀魂』ストーリーボード
- 『名将銘酒47撰　戦国のアルカディア（松本零士 原案・監修）』日本酒ラベルイラスト
- テレビ東京『闇芝居』作画[2][3][4]
- テレビ東京『世界の闇図鑑』作画[5]
- 「ももクロニクル」（早川書房）-表紙絵
- アニメ「本好きの下克上」12話劇中イラスト

### ライブペイント
- 石ノ森萬画館（2008 2009 2018)
- 石ノ森章太郎ふるさと記念館（2009)
- ガイナックスUSTREAM（2010）
- アニメコンテンツエキスポ（2012 2013）
- 銀河の夜の盆踊り大会（2013 2014）
- なんば紅鶴（2022）
- SEGAメガドライブミニ2発売前夜祭（2022)
- イオンモール石巻（2023)

### 画集
- HEROES 英雄群像伝（2006年4月発売、光文社、ISBN 978-4334901332）

### 展覧会
- 工藤稜の世界展　(2009年 石ノ森章太郎ふるさと記念館    2010年 横手市増田まんが美術館）